# هوارد باربر
هوارد باربر هو سياسي أسترالي، ولد في 1877، وتوفي في 12 أبريل 1950. انتخب عضو مجلس نواب تسمانيا ‏.